# Hans von Holst (1877–1962)
Hans Wilhelm von Holst, född 23 september 1877 i Stockholm, död 17 maj 1962 i Göteborg, var en svensk läkare.
Han var son till kammarherren Johan Gustaf von Holst och Elizabeth Zethelius. Han var gift med Anna Källström.
Han studerade till läkare i Uppsala och Stockholm åren 1906-11, tjänstgjorde vid Länslasarettet i Falun och vid Sahlgrenska sjukhuset i Göteborg. Vidare var han militärläkare vid olika svenska regementen. Under finska inbördeskriget var han chefsläkare för Finlands vänners C-ambulans i Finland och erhöll frihetskorset av andra klass för sina tjänster. Även hans bror var chefsläkare för en annan ambulans (B). Därefter var han bataljonsläkare vid Göta artilleriregemente och privatkirurg i Göteborg.